# Chlorophorus boninensis
Chlorophorus boninensis är en skalbaggsart som beskrevs av Tadao Kano 1933. Chlorophorus boninensis ingår i släktet Chlorophorus och familjen långhorningar. Inga underarter finns listade i Catalogue of Life.